# Lord of the Cynics
Lord of the Cynics jest siódmym albumem Acumen Nation. Został wydany w 2003.

## Lista utworów
1. "Ready to Die" – 4:50
2. "The Paralysis is Real" – 4:42
3. "Never the Bride" – 3:22
4. "Metard" – 8:31
5. "Bandroid" – 4:36
6. "Heavens to Murgatroid" – 5:31
7. "Remasculated" – 8:01
8. "Cowboy God" – 4:22
9. "The Downshined" – 8:30
10. "Spill Throat" – 6:46
11. "Capsule" – 7:44

Muzyka i liryka napisana przez Jasona Novaka.

## Wykonawcy
- Jason Novak – śpiew, gitara, automaty
- Eliot Engelman – gitara basowa
- Dan Brill – perkusja
- Jamie Duffy – gitara